# بي إم دبليو 114

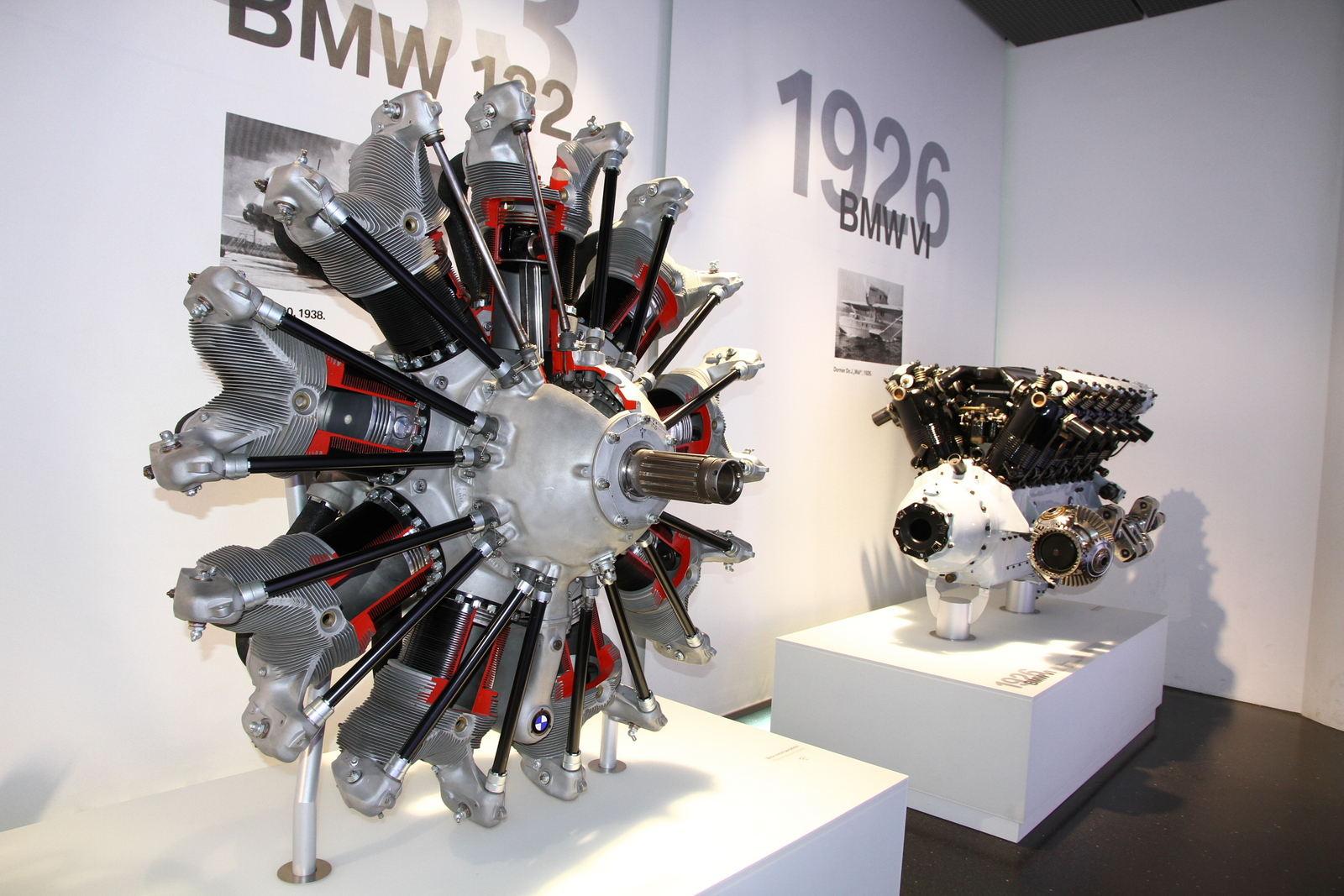
محرك بي إم دبليو 132

كان محرك بي إم دبليو 114محرك شعاعي مكون من 9أسطوانات و يبرد بالهواء، صُنع لاستخدام الطائرات العسكرية.
تطور المحرك عام 1935 من محرك بي إم دبليو 132 لاستخدامه كبديل له، لكنه اقتصر فقط على النماذج المبدئية التجريبية للمحركات.

## الأنواع
- محرك بي إم دبليو لانوفا 114 في-4محرك ديزل يُبرد بسائل لكنه أيضا لم يُنتج بكميات.

## المواصفات

### مواصفات عامة
- النوع: محرك طائرة شعاعي مكون من 9 أسطوانات.
- قطر أسطوانة المحرك: 155.5 مم.
- شوط المكبس: 162 مم.
- سعة المحرك: 27.7 لتر.

.

### المكونات
- شاحن توربيني: شاحن توربيني أحادي السرعة.
- نظام التبريد: تبريد بالهواء و بالسائل.

### الأداء
- القدرة الناتجة: 520 حصان.

## وصلات خارجية
- بي إم دبليو 114 في أرشيف بي إم دبليو نسخة محفوظة 14 مارس 2007 على موقع واي باك مشين.